# Болкошины
Болкошины — русский дворянский род, общего происхождения с Балкашиными.
По сведениям архива Департамента Герольдии, известия об этом роде появляются в первый раз в 1671 году, когда предок их Филипп Максимов Болкошин пожалован был царем Алексеем Михайловичем вотчиной в Зубцовском уезде Тверской губернии Российской империи.
Герольдией Правительствующего Сената утверждён в древнем дворянстве и записан VI часть Дворянской родословной книги Тверской губернии Российской империи.

## Описание гербов

### Герб Болкошиных 1785 г.
В Гербовнике Анисима Титовича Князева 1785 года имеется изображение печати с гербом Алексея Петровича Болкошина: щит, имеющий золотую кайму, поделён вертикально на две половины. В правой половине, имеющей синее поле, изображен восстающий золотой лев, мордой обращенный вправо. В левой половине, в серебряном поле, зелёная полоса, наискось, от левого нижнего угла к правому верхнему углу. Щит увенчан коронованным дворянским шлемом с шейным клейнодом. Нашлемник: два коричневых орлиных крыла. Цветовая гамма намёта не определена.

### Герб. Часть XII. № 99
В зелёном щите золотой копейный наконечник остриём вверх. По бокам щита вертикально по золотому колосу.
Щит увенчан дворянским коронованным шлемом. Нашлемник: золотой копейный наконечник между двух вертикальных золотых колосьев. Намёт: зелёный с золотом. Герб рода Болкошиных внесён в Часть 12 Общего гербовника дворянских родов Российской империи, страница 99.

## Известные представители
- Болкошин Ефим Наумович — московский дворянин в 1692 г.
- Болкошин Зот Гаврилович — московский дворянин в 1692 г.
- Болкошин Иван Иванович — стряпчий в 1692 г[3].